# 미양역
미양역(薇陽驛)은 안성시 미양면에 있던 옛 안성선의 철도역이다.

## 연혁
- 1925년 11월 1일 : 개업
- 1972년 7월 20일 : 배치간이역에서 무배치간이역으로 변경[1]
- 1989년 1월 1일 : 폐지

## 현재
현재 미양역은 터가 남아있고 일부 노반이 존재하고, 역터 옆으로 지금도 농협창고가 그대로 사용중이다. 농협창고 옆으로 역의 입구로 추정되는 도로가 존재하며, 이와 관련하여 승강장으로 사용했을 것으로 추측되는 돌이 있다.

미양역 승강장 끝부분으로 추측되는 돌
미양역 앞 농협창고 및 입구 진입도로로 추측되는 장소

## 참고 문헌
1. ↑  철도청 고시 제40호(1972.07.10)